# 9–10th & Locust (PATCO)
9–10th & Locust  es una estación en la línea PATCO del Port Authority Transit Corporation. La estación se encuentra localizada en Calles 9 y Locust en Filadelfia, Pensilvania. La estación 9–10th & Locust fue inaugurada el 10 de febrero de 1952. La Autoridad Portuaria del Río Delaware es la encargada por el mantenimiento y administración de la estación. 

## Descripción y servicios
La estación 9–10th & Locust cuenta con 1 plataforma central y 2 vías.  

## Conexiones
La estación es abastecida por las siguientes conexiones: 
- Rutas de autobuses de SEPTA: Ninguno debido al alto crimen.